# Reilly Opelka
Reilly Opelka, né le 28 août 1997 à Saint-Joseph dans le Michigan, est un joueur de tennis américain, professionnel depuis 2015.

## Carrière
Reilly Opelka remporte en 2015 le tournoi junior de Wimbledon en se défaisant du no 1 junior Taylor Fritz en demi-finale avant de battre Mikael Ymer en finale. Il atteint également la finale du double junior aux côtés du Japonais Akira Santillan.
En novembre 2016, il remporte son premier titre Challenger en simple à Charlottesville. En mai 2018, il remporte le Challenger de Bordeaux contre Grégoire Barrère trois sets très disputés. En novembre, il s'impose aux tournois Challenger de Knoxville et Champaign.
Le 17 février 2019, lors de la finale du tournoi de New York qui se joue en salle à Long Island, Reilly Opelka l'emporte contre le Canadien Brayden Schnur sur le score de (6-1, 67-7, 7-67). Opelka assène notamment 43 aces à son adversaire (comme la veille face à John Isner). En cinq matchs disputés pendant cette semaine triomphale, Opelka établit un total de 156 aces, soit une moyenne de 31,2 aces par match (sachant que les rencontres se jouent au meilleur des trois manches). Par la suite, il accède notamment au 3e tour du Masters de Miami et signe une victoire sur Stanislas Wawrinka en cinq manches à Wimbledon. Il atteint également trois demi-finales sur le circuit ATP à Atlanta, Tokyo et Bâle, ainsi que des succès sur Fabio Fognini et Roberto Bautista-Agut notamment.
En 2020, il remporte son deuxième titre ATP, toujours sur le sol Américain, cette fois-ci à Delrey Beach. En finale, il dispose du Japonais Yoshihito Nishioka en trois sets (7-5, 64-7, 6-2). Cette victoire est d'autant plus surprenante que Opelka avait disputé son match de demi-finale le jour même (où il a dû sauver une balle de match), la rencontre ayant été reportée en raison des conditions météos peu favorables. En août, il est quart de finaliste du Masters de Cincinnati où il se distingue en éliminant Diego Schwartzman et Matteo Berrettini.
Fin 2024, début 2025, au Tournoi de Brisbane, Reilly Opelka, qui revient à la compétition et est alors 293e joueur mondial, bat Novak Djokovic en quart de finale (7-6, 6-3) à la surprise générale. Il avait battu sur ses deux premiers tours le qualifié Argentin Federico Agustin Gomez (7-5, 6-4) ainsi que l'Italien Matteo Arnaldi en deux tie-breaks. Il affronte un autre grand serveur, le jeune Français Giovanni Mpetshi Perricard qu'il élimine (6-3, 7-6) pour jouer sa première finale en dehors du continent américain. Après seulement treize minutes de jeu, il doit abandonner à cause de douleurs au poignet et laisser le titre à son adversaire, le Tchèque Jiří Lehečka (1-4 ab.).

## Style de jeu
Reilly Opelka mesure 2,11 m, ce qui fait de lui le plus grand joueur du circuit du point de vue de la taille. Son service est une arme majeure. Il ne privilégie pas nécessairement la vitesse de balle (il peut servir entre 220 et 225 km/h, toutefois ses services à plat sont souvent chronométrés entre 190 et 210 km/h), mais il travaille énormément ses effets, notamment en lift. Avec cet ensemble de qualités, Opelka représente le paradigme du joueur moderne de tennis (un grand gabarit qui peut jouer tous les coups et être très mobile).

## Palmarès

### Titres en simple messieurs
| No | Date       | Nom et lieu du tournoi                                        | Catégorie | Dotation  | Surface      | Finaliste          | Score           |          |
| -- | ---------- | ------------------------------------------------------------- | --------- | --------- | ------------ | ------------------ | --------------- | -------- |
| 1  | 11-02-2019 | New York Open, Long Island                                    | ATP 250   | 694 995 $ | Dur (int.)   | Brayden Schnur     | 6-1, 67-7, 7-67 | Parcours |
| 2  | 17-02-2020 | Delray Beach Open, Delray Beach                               | ATP 250   | 602 935 $ | Dur (ext.)   | Yoshihito Nishioka | 7-5, 64-7, 6-2  | Parcours |
| 3  | 07-02-2022 | Dallas Open, Dallas                                           | ATP 250   | 708 530 $ | Dur (int.)   | Jenson Brooksby    | 7-65, 7-63      | Parcours |
| 4  | 04-04-2022 | Fayez Sarofim & Co. US Men's Clay Court Championship, Houston | ATP 250   | 594 950 $ | Terre (ext.) | John Isner         | 6-3, 7-67       | Parcours |

### Finales en simple messieurs
| No | Date       | Nom et lieu du tournoi                             | Catégorie    | Dotation    | Surface    | Vainqueur       | Score      |          |
| -- | ---------- | -------------------------------------------------- | ------------ | ----------- | ---------- | --------------- | ---------- | -------- |
| 1  | 09-08-2021 | National Bank Open presented by Rogers, Toronto    | Masters 1000 | 2 850 975 $ | Dur (ext.) | Daniil Medvedev | 6-4, 6-3   | Parcours |
| 2  | 14-02-2022 | Delray Beach Open by VITACOST.com, Delray Beach    | ATP 250      | 593 895 $   | Dur (ext.) | Cameron Norrie  | 7-61, 7-64 | Parcours |
| 3  | 30-12-2024 | Brisbane International presented by Evie, Brisbane | ATP 250      | 680 140 $   | Dur (ext.) | Jiří Lehečka    | 4-1 ab.    | Parcours |

### Titre en double
| No | Date       | Nom et lieu du tournoi      | Catégorie | Dotation  | Surface    | Partenaire    | Finalistes                    | Score             |          |
| -- | ---------- | --------------------------- | --------- | --------- | ---------- | ------------- | ----------------------------- | ----------------- | -------- |
| 1  | 26-07-2021 | Truist Atlanta Open Atlanta | ATP 250   | 555 995 $ | Dur (ext.) | Jannik Sinner | Steve Johnson Jordan Thompson | 6-4, 66-7, [10-3] | Parcours |

### Finales en double
| No | Date       | Nom et lieu du tournoi      | Catégorie | Dotation    | Surface      | Vainqueurs                          | Partenaire    | Score      |          |
| -- | ---------- | --------------------------- | --------- | ----------- | ------------ | ----------------------------------- | ------------- | ---------- | -------- |
| 1  | 21-10-2019 | Swiss Indoors Basel Bâle    | ATP 500   | 2 082 655 € | Dur (int.)   | Jean-Julien Rojer Horia Tecău       | Taylor Fritz  | 7-5, 6-3   | Parcours |
| 2  | 10-02-2020 | New York Open Long Island   | ATP 250   | 719 320 $   | Dur (int.)   | Dominic Inglot Aisam-Ul-Haq Qureshi | Steve Johnson | 7-65, 7-66 | Parcours |
| 3  | 14-06-2021 | cinch Championships Londres | ATP 500   | 1 290 135 € | Gazon (ext.) | Pierre-Hugues Herbert Nicolas Mahut | John Peers    | 6-4, 7-5   | Parcours |

## Parcours dans les tournois duGrand Chelem

### En simple
| Année | Open d'Australie | Open d'Australie | Internationaux de France | Internationaux de France | Wimbledon       | Wimbledon         | US Open         | US Open         |
| ----- | ---------------- | ---------------- | ------------------------ | ------------------------ | --------------- | ----------------- | --------------- | --------------- |
| 2017  | 1er tour (1/64)  | David Goffin     | —                        | —                        | —               | —                 | —               | —               |
| 2019  | 2e tour (1/32)   | Thomas Fabbiano  | 1er tour (1/64)          | Cristian Garín           | 3e tour (1/16)  | Milos Raonic      | 2e tour (1/32)  | Dominik Köpfer  |
| 2020  | 1er tour (1/64)  | Fabio Fognini    | 1er tour (1/64)          | Jack Sock                | Annulé          | Annulé            | 1er tour (1/64) | David Goffin    |
| 2021  | 2e tour (1/32)   | Taylor Fritz     | 3e tour (1/16)           | Daniil Medvedev          | 1er tour (1/64) | Dominik Köpfer    | 1/8 de finale   | Lloyd Harris    |
| 2022  | 3e tour (1/16)   | Denis Shapovalov | 1er tour (1/64)          | Filip Krajinović         | 2e tour (1/32)  | Tim van Rijthoven | —               | —               |
|       |                  |                  |                          |                          |                 |                   |                 |                 |
| 2024  | —                | —                | —                        | —                        | —               | —                 | 1er tour (1/64) | Lorenzo Musetti |
| 2025  | 2e tour (1/32)   | Tomáš Macháč     | 2e tour (1/32)           | Mariano Navone           | 2e tour (1/32)  | Brandon Nakashima |                 |                 |

N.B. : à droite du résultat se trouve le nom de l'ultime adversaire.

### En double
| Année | Open d'Australie | Open d'Australie | Internationaux de France                                                             | Internationaux de France | Wimbledon | Wimbledon | US Open                                                                            | US Open |
| ----- | ---------------- | ---------------- | ------------------------------------------------------------------------------------ | ------------------------ | --------- | --------- | ---------------------------------------------------------------------------------- | ------- |
| 2015  | —                | —                | —                                                                                    | —                        | —         | —         | 1er tour (1/32) Taylor Fritz \|\| style="text-align:left;" \| M. Daniell J. Marray |         |
| 2016  | —                | —                | —                                                                                    | —                        | —         | —         | —                                                                                  | —       |
| 2017  | —                | —                | —                                                                                    | —                        | —         | —         | 2e tour (1/16) Taylor Fritz \|\| style="text-align:left;" \| J. Chardy F. Martin   |         |
| 2018  | —                | —                | —                                                                                    | —                        | —         | —         | 1er tour (1/32) Kevin King \|\| style="text-align:left;" \| R. Galloway N. Lammons |         |
| 2019  | —                | —                | 1er tour (1/32) M. McDonald \|\| style="text-align:left;" \| R. Berankis Y. Nishioka | —                        | —         | —         | —                                                                                  |         |

N.B. : le nom du partenaire se trouve sous le résultat ; les noms des ultimes adversaires se trouvent à droite.

### En double mixte
| Année | Open d'Australie | Open d'Australie | Internationaux de France | Internationaux de France | Wimbledon | Wimbledon | US Open                                                                          | US Open |
| ----- | ---------------- | ---------------- | ------------------------ | ------------------------ | --------- | --------- | -------------------------------------------------------------------------------- | ------- |
| 2025  | —                | —                | —                        | —                        | —         | —         | 1er tour (1/8) V. Williams \|\| style="text-align:left;" \| K. Muchová A. Rublev |         |

N.B. : le nom du partenaire se trouve sous le résultat ; les noms des ultimes adversaires se trouvent à droite.

## Parcours dans lesMasters 1000
| Année | Indian Wells           | Miami                | Monte-Carlo | Madrid               | Rome                 | Canada                  | Cincinnati                 | Shanghai                | Paris             |
| ----- | ---------------------- | -------------------- | ----------- | -------------------- | -------------------- | ----------------------- | -------------------------- | ----------------------- | ----------------- |
| 2016  | —                      | —                    | —           | —                    | —                    | —                       | 2e tour J.-W. Tsonga       | —                       | —                 |
| 2017  | 1er tour P. Gojowczyk  | —                    | —           | —                    | —                    | 1er tour D. Schwartzman | —                          | —                       | —                 |
| 2018  | 1er tour T. Fritz      | —                    | —           | —                    | —                    | —                       | —                          | —                       | —                 |
| 2019  | 1er tour L. Mayer      | 3e tour D. Medvedev  | —           | 2e tour D. Thiem     | —                    | —                       | 2e tour A. de Minaur       | 2e tour R. Bautista     | —                 |
| 2020  | n.o.                   | n.o.                 | n.o.        | n.o.                 | —                    | n.o.                    | 1/4 de finale S. Tsitsipás | n.o.                    | —                 |
| 2021  | 3e tour G. Dimitrov    | 2e tour A. Popyrin   | —           | 1er tour D. Köpfer   | 1/2 finale R. Nadal  | Finale D. Medvedev      | 2e tour C. Ruud            | n.o.                    | 2e tour C. Norrie |
| 2022  | 1/8 de finale R. Nadal | 2e tour F. Cerúndolo | —           | 1er tour S. Korda    | 1er tour S. Wawrinka | —                       | —                          | n.o.                    | —                 |
|       |                        |                      |             |                      |                      |                         |                            |                         |                   |
| 2024  | —                      | —                    | —           | —                    | —                    | —                       | 1er tour B. Shelton        | 1er tour A. Rinderknech | —                 |
| 2025  | 1er tour R. Safiullin  | 3e tour T. Macháč    | —           | 2e tour K. Khachanov | 1er tour L. Tien     | 3e tour L. Tien         | 3e tour F. Comesaña        |                         |                   |

N.B. : sous le résultat se trouve le nom de l’ultime adversaire.

## Victoires sur le top 10
Toutes ses victoires sur des joueurs classés dans le top 10 de l'ATP lors de la rencontre.
| Légende      |
| Grand Chelem |
| Masters 1000 |
| 500 Series   |
| 250 Series   |
| Coupe Davis  |

| # | R.O.   | Tournoi           | Année | Surface    | Adversaire            | Rang  | Tour | Score                  |
| - | ------ | ----------------- | ----- | ---------- | --------------------- | ----- | ---- | ---------------------- |
| 1 | no 228 | Delray Beach      | 2018  | Dur        | Jack Sock             | no 8  | 1/8  | 4-6, 7-5, 6-3          |
| 2 | no 97  | Open d'Australie  | 2019  | Dur        | John Isner            | no 10 | 1/64 | 7-64, 7-66, 64-7, 7-65 |
| 3 | no 89  | Long Island       | 2019  | Dur        | John Isner            | no 9  | 1/2  | 68-7, 7-614, 7-64      |
| 4 | no 37  | Bâle              | 2019  | Dur (int.) | Roberto Bautista-Agut | no 10 | 1/4  | 6-3, 3-6, 6-3          |
| 5 | no 39  | Cincinnati        | 2020  | Dur        | Matteo Berrettini     | no 8  | 1/8  | 6-3, 7-64              |
| 6 | no 36  | Saint-Pétersbourg | 2020  | Dur (int.) | Daniil Medvedev       | no 6  | 1/8  | 2-6, 7-5, 6-4          |
| 7 | no 32  | Toronto           | 2021  | Dur        | Stéfanos Tsitsipás    | no 3  | 1/2  | 62-7, 7-64, 6-4        |
| 8 | no 293 | Brisbane          | 2025  | Dur        | Novak Djokovic        | no 7  | 1/4  | 7-66, 6-3              |
| 9 | no 73  | Cincinnati        | 2025  | Dur        | Alex de Minaur        | no 8  | 1/32 | 7-66, 6-4              |

## Classements ATP en fin de saison
| Année          | 2014 | 2015 | 2016 | 2017 | 2018 | 2019 | 2020 | 2021 | 2022 |
| Rang en simple | 1198 | 975  | 204  | 230  | 100  | 36   | 39   | 26   | 38   |
| Rang en double | 1171 | 793  | 847  | 455  | 1018 | 179  | 118  | 146  | –    |

Source : (en) Classements de Reilly Opelka sur le site officiel de la Fédération internationale de tennis